# 梁卓偉
梁卓偉，GBS，JP（1972年11月6日—），為現任香港賽馬會慈善及社區事務執行總監，負責監督馬會慈善信託基金等事務。2013年至2022年期間，他擔任香港大學醫學院院長一職，為歷來任期最長的院長，並為首任施玉榮伉儷基金教授。梁卓偉為香港公共衛生醫學專科有限度註冊醫生，前香港食物及衞生局副局長及行政長官辦公室主任。

## 早年生活與教育
梁卓偉在香港出生，曾就讀番禺會所華仁小學及香港華仁書院兩年（1984年至1986年）。其外祖父是英國人。他其後在英國蘭開夏的斯托尼赫斯特學院（1986-1989）和加拿大克里森特中學（1990）完成中學課程。他中二，他13歲時，因為其父親任職一跨國公司，全家移民加拿大。
梁卓偉畢業於西安大略大學，主修化學並副修音樂。他在同大學就讀醫學，最初專攻神經外科但後來轉為公共衛生，然後在多倫多大學完成家庭醫學專科實習。1999年，他考獲哈佛大學公共衛生碩士，及後取得香港大學醫學士學位。

## 職業生涯
1999年，梁卓偉加入香港大學醫學院（今香港大學李嘉誠醫學院），任社會醫學系助理教授。2004年，公共衞生學院成立後，晉升為副教授。嚴重急性呼吸系統綜合症疫情期間，他設立並帶領公共衞生學院的傳染病流行病學研究小組。
他在2004至2005年間以武見計劃研究員身份在哈佛大學交流，回港後和舒菱（Catherine Mary Schooling）重啟和改革「九七的兒女」計劃，由原本只為期18個月，擴展為跟進大部份1997年4月至8月於香港出生的嬰兒的終身縱向研究。
2006年，梁卓偉以33歲之齡，成爲香港大學歷史上其中一位最年輕的正教授。他在2006至2008年是香港社會醫學學院副院長和公共衛生醫學學監。

### 加入政府
2008年，梁卓偉加入香港政府，成為首任食衞局副局長，乃首批被時任行政長官曾蔭權委任的副局長。梁卓偉在香港市民中的熟悉程度，為當時副局長之冠。外界對他的評價好壞參半，在處理2008年三聚氰胺奶粉事件和2009年H1N1豬流感疫情上被稱讚專業。然而，他亦被批評作風官僚和只懂從醫學角度審視問題。
2011年，曾蔭權委任梁卓偉為第5任行政長官辦公室（特首辦）主任，任內曾為曾蔭權任期尾聲出訪巴西時入住總統套房一事辯護。後來審計署批評曾蔭權外訪安排未有適當使用公帑，梁卓偉指自己作為特首辦主任，雖然未必知道所有細節，但仍需負上全責。
2012年5月，梁卓偉被問及個人去留，以英國文豪威廉·莎士比亞作品《亨利五世》的著名台詞「Turn him to any cause of policy，the Gordian knot of it he will unloose」回應。有議員指該句原意是指要用不常規的方法解決問題，但亦有「快刀斬亂麻，早走早着」之意。

### 回歸學術界
2012年，完成政府任期後，梁卓偉回歸香港大學擔任社會醫學系系主任，直至翌年該學系併入公共衞生學院。同時，他亦擔任香港大學學生宿舍志新學院。這段期間他也署任公共衞生學院院長。
2013年8月，梁卓偉以40歲之齡出任港大醫學院第40任院長暨公共衞生醫學講座教授，是港大醫學院歷來第二年輕的院長。
梁卓偉上任後，醫學院設立了「飛躍獎學金」（Springboard Scholarships）及「毅行醫路獎學金」（Second Chance Scholarship）計劃，鼓勵來自少數族群或弱勢社群背景的學生入讀醫學院。此外他亦帶領多項大型改革，包括：
- 合併解剖學系、生物化學系及生理學系為生物醫學學院（2015）[43]
- 成立急診醫學部（2015）（後在2022年升格為急診醫學系）[44]
- 擴展香港大學醫療系統，使港怡醫院成為第四所教學醫院（2017）[45][46]
- 在內外全科醫學士課程引入「增潤學年」（enrichment year）（2018）[47]
- 獲香港賽馬會捐贈歷來最多的12.44億港元[48][49][50]，在重建後的葛量洪醫院設立賽馬會臨床創新及研發中心和賽馬會癌症綜合關護中心（預計2025年）[51]
- 沙宣道醫學院校園擴建計劃（預計2027年完成）[52]

2017年，有報道指他與加州大學柏克萊分校的張翔是下任港大校長人選的最後兩強，惟最終校務委員會選擇張翔。
2018年2月，港大校董會批准梁卓偉續任港大醫學院長至2023年。
前公共衞生學院院長福田敬二在2021年退休後，梁卓偉再度署任院長。
2021年11月21日，梁卓偉宣佈辭去院長及校內職務，但會留任至2021-22學年完結。同日，香港賽馬會指梁卓偉將於8月接替離任的張亮，出任慈善及社區事務執行總監，負責發展及推行慈善策略及政策，並直接向行政總裁應家柏匯報。

### 其他職位
除港大職務以外，梁卓偉亦曾任亞太衞生體系與政策觀察組織首任主席（2010-2014）、香港醫學專科學院院務委員（2012-2019）、世界衛生組織傳染病流行病學及控制合作中心首任聯席總監和、大學教育資助委員會成員（2014-2019）和青年發展委員會成員（2018-2022）。他現時是醫院管理局大會成員（2013年至今）、基層醫療健康發展督導委員會成員（2017年至今）、亞太衞生體系與政策觀察組織策略技術諮詢委員會召集人（2018年至今）和香港科學園的醫衞大數據深析實驗室主任（2020年至今）。
他也是北京協和醫院客座教授，和國家衞生健康委員會衛生發展研究中心教授級客座研究員。
2019冠状病毒病疫情期間，梁卓偉是四位向香港政府提供抗疫意見的專家之一。
梁卓偉是香港再出發大聯盟的共同發起人之一；該大聯盟由兩位前行政長官暨時任全國政協副主席董建華和梁振英牽頭成立。
學術上，梁卓偉曾任《公共衞生雜誌》 聯席主編 （2008-2013）、《流行病》首任聯席編輯和《衞生政策》副編輯。他目前是《中國疾病預防控制中心週報》創刊副編輯和《英國醫學期刊》顧問委員會成員。

## 研究
2003年嚴重急性呼吸系統綜合症疫情期間，梁卓偉建立並率領香港大學公共衞生學院傳染病流行病學研究小組。
梁卓偉的研究涉及多個大型縱向研究計劃，包括「九七的兒女」、「愛 + 人」計劃及衞生署長者健康服務佇列，追蹤數以萬計的個人數據，以探究非傳染性疾病的病因。

## 個人生活
梁卓偉信奉天主教。
除醫學外，梁卓偉亦因其母親於庇理羅士女子中學任教音樂而鍾情音樂。他曾為香港小交響樂團和香港管弦樂團委員會委員，現時，他是香港大學學生會管弦樂團首席指揮、香港兒童交響樂團榮譽客席指揮、亞洲青年管弦樂團委員會成員及西九文化區管理局表演藝術委員會成員。

## 相關爭議
2008年梁卓偉加入政府任食物及衞生局副局長，但其香港大學的教席獲保留，只是停止支付薪金。此安排被香港大學學生會及校友質疑欠缺承擔，但他指兩者並無利益衝突，停薪留職是跟隨大學及政府機制。另外，他當時持有加拿大國籍，而《基本法》規定所有香港特別行政區主要官員（包括司局長）均不能擁有外國國籍。雖然副局長不屬主要官員，但由於日後有機會署任局長，梁卓偉及其他同時獲任命的副局長的外國國籍引起不少爭議。梁卓偉最終決定放棄加拿大國籍。
2020年1月25日，梁卓偉與政府官員出席2019冠状病毒病疫情疫情的記者會，呼籲市民配戴口罩，但他和與會者均沒有配戴。被問及為何沒配戴口罩時，他更聲稱「戴口罩無辦法講嘢」（戴口罩無法說話），說法備受批評。他於翌日致歉。

## 涉嫌醜聞
2022年1月，Omicron變種病毒株開始在香港傳播，行政長官林鄭月娥曾於1月4日的記者會上表示，暫時不會「收緊措施」。
惟當日下午出現一宗源頭不明的初步陽性個案（後被證實跟已知個案有流行病學關連）。梁卓偉當晚即傳私人訊息予林鄭月娥和食物及衞生局局長陳肇始，要求政府在24小時內「收緊防疫措施」，使政府在翌日公布其一系列「收緊防疫措施」，並透露「除非永久封關，否則本港只會變為風土病」。

## 獎項與榮譽
- 倫敦皇家內科醫師學會院士[5]
- 愛丁堡皇家內科醫師學會院士[5]
- 公共衛生學院（英语：Faculty of Public Health）院士[5]
- 香港社會醫學學院院士[5]
- 香港內科醫學院榮譽院士[5]
- 香港醫學專科學院院士（社會醫學）[5]
- 官守太平紳士（2008）[97]
- 香港金紫荊星章（2012）[98]
- 香港非官守太平紳士（2015）[99]
- 美國國家醫學院會員（2018）[100]